# اسویتواتر (تنسی)
اسویتواتر(به انگلیسی: Sweetwater) شهری در ایالت تنسی کشور ایالات متحده آمریکا است که جمعیت آن در سرشماری سال ۲۰۱۰ میلادی، ۵٬۷۶۴ نفر بوده‌است.